# رد فروسرخ

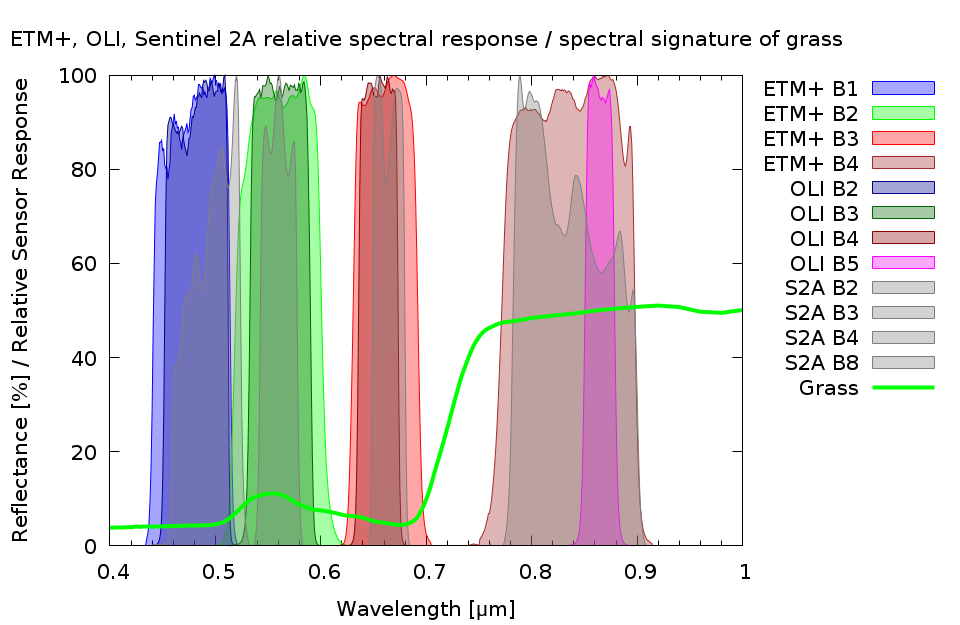
پاسخ‌های طیفی Landsat 7 ETM +

اصطلاح رد فرو سرخ توسط دانشمندان صنایع دفاعی و نظامی برای توصیف ظاهر اشیاء در مقابل سنسورهای مادون قرمز استفاده می‌شود. رد مادون قرمز به عوامل بسیاری بستگی دارد از جمله موارد زیر را شامل می‌شود: شکل و اندازه جسم ،دما و قابلیت انتشار و بازتابش از منابع خارجی (تابش زمین، تابش خورشید، تابش آسمان) از سطح اجسام، پس زمینه ای که مشاهده می‌شود و طول موج سنسور تشخیص دهنده. اما نه تعریف کامل و جامعی از عبارت "رد فروسرخ " وجود دارد نه وسایل جزء و خرد اندازه‌گیری آن. برای مثال رد فرو سرخ یک کامیون که در مقابل یک زمینه بسیار وسیع دیده شود با تغییر آب و هوا، زمان شبانه روز و نحوه کارکرد موتور آن تغییر می‌کند.
دو نمونه نسبتاً موفق در زمینه توضیح و تشریح رد فروسرخ یک جسم تفاوت‌های ظاهری دما که در سنسور ثبت می‌گردد و کنتراست شدت تابش (CRI) می‌باشد.

## اختلاف دمای ظاهری
روش اختلاف ظاهری دما برای تشخیص رد فروسرخ تفاوت دمای فیزیکی (به عنوان مثال در مقیاس کلوین)میان جسم مورد مطالعه و زمینه آن را در صورتی که با میزان تشعشعات منبع جسم سیاه مقایسه گردد، به دست می‌آید. مشکلات این روش شامل :تفاوت در میزان تشعشعات از سطح جسم مورد نظر و زمینه آن و اندازه پیکسل‌های محدود آشکارگر می‌باشد. این نحوه ارزیابی تابعی است بسیار پیچیده از محدوده و حوزه، زمان، وجوه و….

## کنتراست شدت تابش
نحوه اندازه‌گیری رد فروسرخ در روش کنتراست شدت تابش بدین گونه است که باید میانگین میزان تشعشعات شیء مورد نظر و زمینه را در مساحت ناحیه قابل تشخیص جسم ضرب گردد. در این شاخص نیز (کنتراست شدت تابش) عوامل گوناگونی در محاسبه دخیل هستند.

## نرم‌افزارهای تجاری
در مرحله طراحی، اغلب پیش از ساخت یک جسم خاص از کامپیوتر برای پیش‌بینی کردن میزان رد فرو سرخ آن جسم استفاده می‌شود. تکرار کردن این فرایند در زمانی کوتاه و با هزینه ای اندک قابل انجام است این در حالی است که برای استفاده از سنجه‌ها و ابزارهای اندازه‌گیری محدودیت‌های مثل وقت گیر بودن، گران بودن و پر هزینه بودن و در معرض خطا قرار گرفتن است.
برخی از شرکت‌های تولید نرم‌افزار، بسته‌های نرم‌افزاری برای پیش‌بینی کردن میزان رد فروسرخ تولید کرده‌اند. برای استفاده از این نرم‌افزارهای نیاز به نمونه و مدل‌های کامپیوتری و همچنین پارامترهای زیادی برای توضیح شرایط خاص گرمایی در یک محیط و همچنین دمای جایگاه و محل و شرایط دمایی مصالح ساختاری آن جسم می‌باشد. پس از وارد کردن این اطلاعات نرم‌افزار تعدادی معادله‌های گرمایی در محدوده‌های خاصی از تشعشعات الکترومغناطیسی فروسرخ را حل می‌کند. خروجی اصلی این معادله‌ها میزان رد فروسرخ را مشخص می‌کند، و همین‌طور دمای سطوح (زیرا این پارامتر حتماً باید برای پیش‌بینی میزان رد فروسرخ محاسبه شود) و همچنین بازنمایه‌های دیداری از این که جسم مورد نظر در تصاویر و صحنه ای مختلف در آشکارگرهای فروسرخ چگونه دیده می‌شود را به دست می‌دهد.
تأیید کردن نمونه‌های کامپیوتری پیش‌بینی رد فروسرخ به دلیل پیچیدگی‌های بسیار در فرایند مدل‌سازی یک محیط بسیار پیچیده، بسیار مشکل است، مگر در موارد بسیار ساده. بررسی هر دو مورد حساسیت تحلیل‌هایی از جنس مدل‌های کامپیوتری و اندازه‌گیری‌های واقعی نمایان ساخته‌است که تغییرات بسیار کوچک در شرایط آب و هوایی می‌تواند به تفاوت‌های بزرگی در نتایج منجر شود. همان‌طور که ذکر شد در مدل‌سازی برای به دست آوردن رد فروسرخ مشکلاتی وجود دارد، و در برخی موارد داشتن تجربه برای دست یابی به نتیجه ای صحیح از وجود فیزیکی یک جسم در طول موج فروسرخ بسیار لازم و ضروری است.
مثالی از نرم‌افزارهای تجاری ارائه شده برای پیش‌بینی رد فروسرخ، نرم‌افزار Ship EDF می‌باشد که توسط شرکت ایتالیایی آی دی اس (IDS) ساخته شده‌است.

## موارد زیر را نیز مشاهده کنید
- فروسرخ
- سطح مقطع راداری
- فروسرخ مستشعرات
- مانایی